# Tele-Inde
Tele-Inde fue un canal de televisión privado de República Dominicana.

## Historia
En 1972, José Semorille, en ese entonces director del Instituto Nacional de Electrónica (INDE), consiguió la idea de lanzar una estación de televisión con equipos viejos y reconstruidos por esta institución. Es así como nace Tele Inde el 20 de agosto de 1972. Esta estación empezó a transmitir por el canal 30 UHF, siendo el primer canal que transmite en esa banda en el país, y luego pasa a transmitir por el canal 13 VHF. Estaba al aire en el horario de 6:00 a 10:00 PM.
Con el lema de Educación Cultural y Amistad, Tele Inde significaba Televisión del Instituto Nacional de Electrónica. Era una estación que se había distinguido por las oportunidades que había brindado a la juventud de proyectarse a través de su imagen. Estaba ubicado en la calle 30 de Marzo No. 80, en la cercanía del Palacio Nacional. Dentro de los programas que prensentaba, destacan Batman, Perdidos en el Espacio, El show del Sheriff Marcos, un noticiario y dibujos animados como Krazy Kat.
El canal dejó de existir el 15 de diciembre de 1985, para ser reemplazado por TV13.

## Logotipos
| Período   | Características |
| --------- | --- |
| 1972-1974 | El logo, solo era la palabra CANAL 13. |
| 1974-1978 | El segundo logotipo consistía en una B pero la línea izquierda es rellenado y separado un poco formando el número IB 13, adentro del número 3 está la palabra CANAL. |
| 1978-1985 | La palabra CANAL es removida del logotipo IB 13. |

- Datos: Q109313196